# جرالد مک‌رینی
جرالد مک‌رینی (انگلیسی: Gerald McRaney؛ زادهٔ ۱۹ اوت ۱۹۴۷) یک هنرپیشه اهل ایالات متحده آمریکا است. وی از سال ۱۹۶۹ میلادی تاکنون مشغول فعالیت بوده‌است.

## گزیده فیلمشناسی
از فیلم‌ها یا برنامه‌های تلویزیونی که وی در آن نقش داشته‌است می‌توان به آثار زیر اشاره کرد.
- داستان بی‌پایان (فیلم ۱۹۸۴) (۱۹۸۴)
- هانسل و گرتل (فیلم ۲۰۰۲) (۲۰۰۲)
- تیم آ (۲۰۱۰)
- جی. ادگار (۲۰۱۱)
- دم‌قرمزها (۲۰۱۲)
- بهترین من (۲۰۱۴)
- تمرکز (فیلم ۲۰۱۵) (۲۰۱۵)
- اتاق ناامیدی‌ها (۲۰۱۶)
- نایت گالری (۱۹۷۲)
- دود اسلحه (۱۹۷۳–۷۵)
- کنن (۱۹۷۴)
- خانواده والتون (مجموعه تلویزیونی) (۱۹۷۴)
- خیابان‌های سان‌فرانسیسکو (۱۹۷۵–۷۶)
- کارآگاه راکفورد (۱۹۷۵–۷۷)
- هاوایی فایو-او (۱۹۷۶)
- مرد شش‌میلیون‌دلاری (۱۹۷۷)
- سوئیچ (مجموعه تلویزیونی) (۱۹۷۷)
- باره‌تا (۱۹۷۸)
- ریشه‌ها: نسل‌های بعدی (۱۹۷۹)
- بال غربی (مجموعه تلویزیونی) (۲۰۰۱–۰۴)
- دیدبان سوم (۲۰۰۲)
- منطقه مرده (مجموعه تلویزیونی) (۲۰۰۳)
- ددوود (۲۰۰۵–۰۶)
- جریکو (مجموعه تلویزیونی) (۲۰۰۶–۰۸)
- سی‌اس‌آی (۲۰۰۹)
- نسبتاً قانونی (۲۰۱۱–۱۲)
- موجه (مجموعه تلویزیونی) (۲۰۱۳)
- خانه پوشالی (سریال آمریکایی) (۲۰۱۳–۱۷)
- ان‌سی‌آی‌اس: لس آنجلس (۲۰۱۴)
- کسل (مجموعه تلویزیونی) (۲۰۱۶)
- این ما هستیم (مجموعه تلویزیونی) (۲۰۱۶–۱۸)
- رژیم غذایی سانتا کلاریتا (۲۰۱۸)